# Tmarus peruvianus
Tmarus peruvianus är en spindelart som beskrevs av Lucien Berland 1913. Tmarus peruvianus ingår i släktet Tmarus och familjen krabbspindlar.
Artens utbredningsområde är Peru. Inga underarter finns listade i Catalogue of Life.